# Héctor Almonte
Pour les articles homonymes, voir Almonte.
Héctor Almonte (né le 17 octobre 1975 à Saint-Domingue, République dominicaine) est un ancien lanceur de relève au baseball.

## Carrière
Héctor Almonte, un lanceur droitier, a joué dans 50 parties en Ligue majeure de baseball, s'alignant avec les Marlins de la Floride (1999), les Expos de Montréal (2003) et les Red Sox de Boston (2003). Il a remporté une victoire, encaissé quatre défaites, et retiré 40 frappeurs sur des prises.
Almonte s'est aussi aligné avec les Yomiuri Giants de la NPB en 2001 et 2002.
Il est le frère aîné d'Erick Almonte, un joueur d'avant-champ.